# Perfect Square
Perfect Square è un live del gruppo rock statunitense R.E.M. pubblicato nel 2004 e documenta il concerto tenuto il 19 luglio 2003 al Bowling Green di Wiesbaden in Germania durante il tour promozionale della raccolta In Time: The Best of R.E.M. 1988-2003.

## Tracce
1. Begin the Begin
2. What's the Frequency, Kenneth?
3. Maps and Legends
4. Drive
5. Animal
6. Daysleeper
7. The Great Beyond
8. Bad Day
9. The One I Love
10. All the Way to Reno (You're Gonna Be a Star)
11. Orange Crush
12. Losing My Religion
13. At My Most Beautiful
14. Electrolite
15. She Just Wants to Be
16. Walk Unafraid
17. Man on the Moon
18. Everybody Hurts
19. So fast, So Numb
20. Country Feedback
21. Permanent Vacation
22. Imitation of Life
23. It's the End of the World as We Know It (And I Feel Fine)